# Celina parallela
Celina parallela är en skalbaggsart som först beskrevs av Babington 1841.  Celina parallela ingår i släktet Celina och familjen dykare. Inga underarter finns listade i Catalogue of Life.